# Leasing
Leasing (od engl. to lease – iznajmiti, dati u zakup) je ugovorni odnos kojim se davatelj leasinga obvezuje pribaviti objekt leasinga (pokretna ili nepokretna stvar) od dobavljača objekta leasinga i primatelju leasinga odobriti pravo korištenja tog objekta leasinga na određeno razdoblje, a ovaj se obvezuje plaćati mu za to određenu naknadu. Primatelj leasinga određuje objekt leasinga i dobavljača tog objekta leasinga.
Primatelj leasinga dužan je po prestanku ugovora o leasingu bez odgađanja objekt leasinga vratiti davatelju leasinga na način i u stanju određenim ugovorom o leasingu, osim ako je sukladno ugovoru o leasingu ispunio uvjete kojima stječe pravo vlasništva nad objektom leasinga, pravo produženja ugovora o leasingu ili je za taj objekt leasinga sklopljen novi ugovor o leasingu.

## Financijski leasing
Kod ove vrste leasinga vlasništvo nad predmetom leasinga s plaćanjem zadnje rate leasinga može preći u vlasništvo korisnika leasinga ako on iskoristi svoju opciju kupnje predmeta leasinga. Međutim, za vrijeme trajanja leasing ugovora, pravni vlasnik predmeta leasinga je davatelj leasinga dok korisnik leasinga samo posjednik te ima isključivo pravo korištenja predmeta leasinga. U financijskom leasingu naknada obuhvaća cjelokupnu vrijednost predmeta leasinga.

## Operativni leasing
Kod operativnog leasinga objekt leasinga i nakon isteka ugovora o leasingu ostaje u vlasništvu davatelja leasinga.